# Érymanthe (Achaïe)
Pour les articles homonymes, voir Érymanthe.
Érymanthe, en grec moderne : Ερυμάνθεια / Erymánthia, est un village du dème du même nom, dans le Péloponnèse, district régional d'Achaïe, en Grèce-Occidentale.
Selon le recensement de 2011, la population du village compte 173 habitants.